# Uhlersdorf
Uhlersdorf ist ein weilerartiger Ortsteil der Gemeinde Harth-Pöllnitz im Landkreis Greiz in Thüringen.

## Geografie
|             | Niederpöllnitz Wetzdorf                     | Birkigt          |
| Tischendorf | Kompassrose, die auf Nachbargemeinden zeigt | Forstwolfersdorf |
|             | Wiebelsdorf                                 |                  |

Nachbardörfer (im Uhrzeigersinn) sind Wetzdorf, Niederpöllnitz, Birkigt, Forstwolfersdorf Wiebelsdorf und Tischendorf, allesamt im Landkreis Greiz.

## Verkehr
Über die Ortsverbindungsstraßen sind die Dörfer gut verbunden. Über die Bundesstraße 2 ist der Anschluss über das Territorium hinaus gegeben.

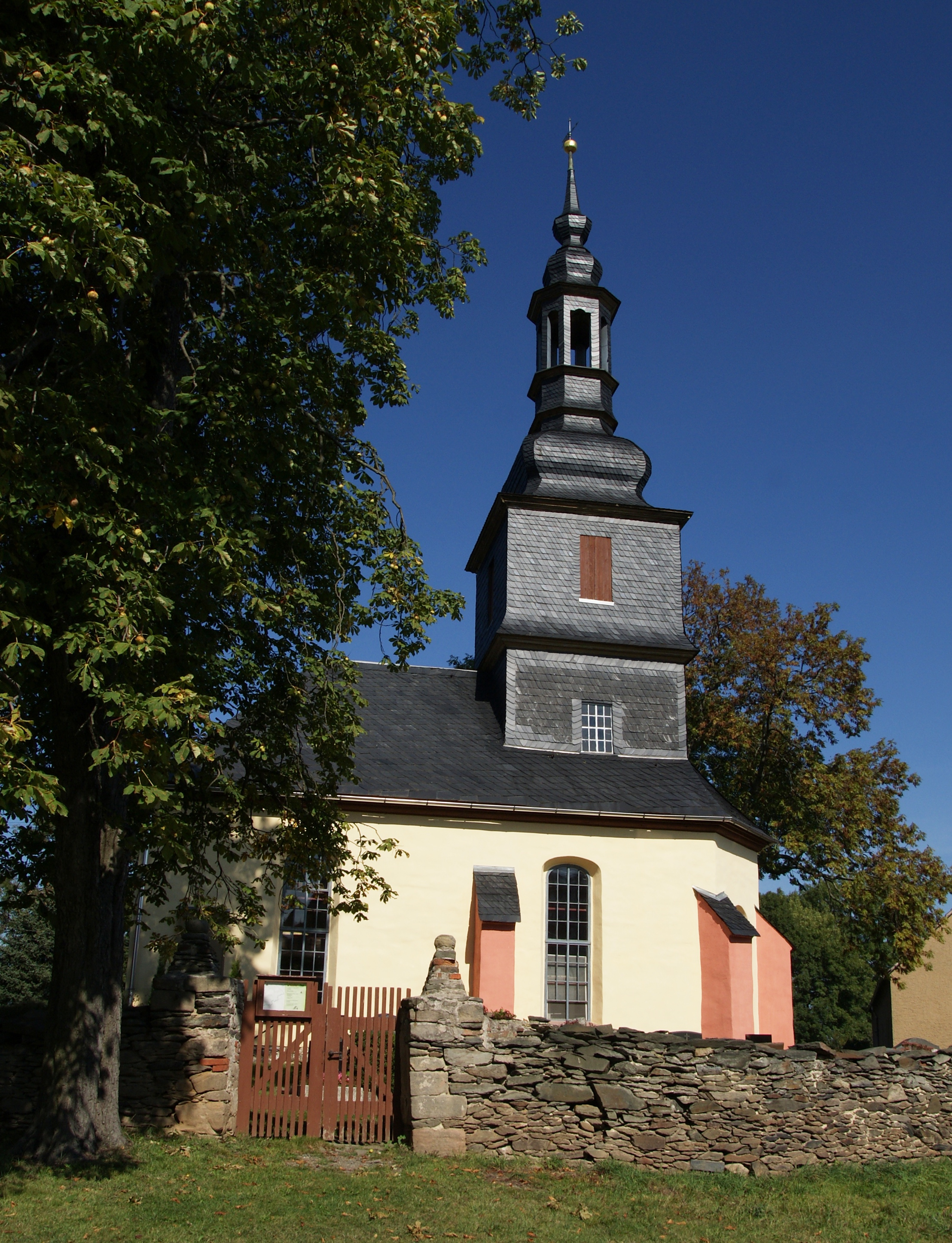
Teilansicht der Kirche

## Geschichte
Der Weiler mit 59 Einwohnern ist aus zwei Gütern entstanden. Die urkundliche Ersterwähnung erfolgte 1356. Die kleine Kirche ist gotischen Ursprungs, sie wurde mehrfach umgebaut. 1923 bewirtschaftete das Gut 137 ha. Besitzer war Herr Fleischer und Alfred Telle war Pächter. Nach dem Zweiten Weltkrieg wurde das Gut nach den Vereinbarungen der Alliierten enteignet. Der Boden und das Inventar wurden Umsiedlern und landarmen Bauern übereignet. Nach der Wende in der DDR orientierten sich die Bauern neu.